# 假面騎士Kiva角色列表
假面騎士KIVA角色列表展示於朝日電視台放映的特攝劇集《假面騎士KIVA》各個角色。

## 現代篇登場人物（2008年至2009年）
紅渡（瀬戶康史飾/香港配音：曹啟謙）
假面騎士KIVA的變身者，本作男主角，20-21歲，於製作小提琴的小店內居住，行為怪異，不太會與人溝通，並以為自己對世界敏感，但被麻生惠指責是他自己的心理作用。
夢想是製作比父親更優越的小提琴。
背起成為KIVA的命運，與牙血鬼戰鬥到底。
父親為紅音也，母親為真夜。
於第19話被紅音也附身
於第37話渡成功拔出魔皇劍，初用便暴走起來，幸得三個變身器合而為一，變為魔蝙蝠（Zanbat）後壓制住這把劍，不斷一進一出，使出激光劍斬殺敵人。
第46-47話在與太牙的決鬥中勝利，成為牙血鬼之王。
第48話與太牙一起擊倒復活的牙血鬼King，再進行最後的決鬥。
於《假面騎士Decade》第1話、第31話及《假面騎士×假面騎士 W & Decade MOVIE大戰2010》登場。
名護啟介（加藤慶祐飾/香港配音：梁偉德）
假面騎士IXA的變身者，22-23歲，賞金獵人一名，除了對付牙血鬼外，更要取KIVA的命，平時也會捕捉一般的通緝犯換取賞金。
身手不凡，能夠在沒變身的時候把疾駛的汽車一腳踹到停車，有時會因為與通緝犯或牙血鬼打鬥時下手過重引起騷動被捕，但很快又被釋放了。根據其所指，對KIVA決鬥戰敗，是IXA的失敗而不是他的失敗。
每次打倒罪犯也會奪取罪犯一枚扣鈕作收集之用。
曾為了改變歷史而回到22年前並短暫地愛上真夜。
第30話親眼目到KIVA解除變身的一刻。
被健吾搶走IXA的使用權後，開始變成一個搞笑角色，在他人眼中的形象一度崩壞。
第40話重奪IXA的使用權，更曾擊敗Bishop。
第46話被Bishop砍中頭部一下，視力出現受損；導致第47話再使用IXA時較弱。在戰勝Bishop之後視力順利回復。
第48話最後與麻生惠結婚。
麻生惠（柳澤奈奈飾/香港配音：余欣沛）
本作女主角，「至上藍天會」成員，21-22歲。麻生百合的女兒，表面是一位模特兒，實際上是狙擊牙血鬼的戰士，為了向殺掉親人的牙血鬼報仇，手持特製手槍與牙血鬼戰鬥，為人具正義感但得勢不饒人。
比較明顯的特點是怕狗，對紅渡有好意，經常接近紅渡，性格外向。
第47—48話為視力出現問題的名護指引敵人方向。
第48話最後與名護啟介結婚。
野村靜香（飾/香港配音：陳皓宜）
14-15歲，紅渡的好友，時常對紅渡呵護有加，是紅渡少數信任及有交流的人之一，性格樂天及積極，對紅渡十分了解。
在第29-30話中可看出靜香兼具魔鬼與天使的性格。
襟立健吾（熊井幸平飾/香港配音：張方正 ）
假面騎士IXA的變身者，21-22歲。
紅渡的好友，第11話登場，是一名吉他手，夢想是组樂隊，找到好友紅渡並建立新樂隊，成員暫有紅渡、靜香、惠等人，後其因與紅渡夢想不同而折伙。
在第27話中被加入至上藍天會，表現出色，但後來因手臂受傷導致無法再彈吉他。
因被名護拋棄，第34話健吾正式加入藍天會時，跟名護劃清界線，並否認跟紅渡是好友。
其後7話持有IXA，向敵人進行攻擊，但屢戰屢敗。
於第40話被名護重奪IXA的使用權，才明白自己不適合戰鬥。
於《劇場版 假面騎士KIVA 魔界城之王》被魔化成传说偶兽，后来恢复原样。

## 過去篇登場人物（1986年至1987年）
紅音也（武田航平飾/香港配音：胡家豪）
假面騎士IXA的第二位及假面騎士Dark KIVA變身者，23歲，紅渡的父親，出色的小提琴家，但不知什麼原因而放棄了演奏小提琴。
性格與兒子紅渡完全相反，為人極端樂觀及勇敢，看見牙血鬼不但不怕，還會開玩笑，不過很快就被打敗。
他的缺點是十分愛好女色，而且對咖啡毫無招架之力。
因為麻生百合戰鬥時的英姿而愛上她，再贏得芳心後，才又遇上真夜，本只是挑逗，不料真夜對於音也藝術上的互通，和小提琴的愛好，反使他暗中傾心。但基於對百合的責任，他並未完全喜歡她。直到王追殺而來，才與真夜確認了彼此的感情。
2008年在襟立健吾的提議下，與紅渡、惠、啟介一同去尋找通靈師詢問KIVA線索。因通靈者施法導致紅音也在一段時間內間斷地附身於其兒子紅渡，其後消失。
第45話因Kivat Bat二世無法忍受king對待真夜的態度，而讓音也變身成Dark KIVA。
第46話变身成Dark KIVA三次後﹐生命過度損耗而死。
於續作《假面騎士Decade》第20-21話中登場；雖為“平行世界”的角色但跟本作是同一人飾演。
武田航平在2018年參演後作《假面騎士Build》於劇中飾演猿渡一海/假面騎士Grease其劇中的軍屬編號「907101080」同時亦向本作角色紅音也致敬。
麻生百合（高橋優飾/香港配音：林芷筠 ）
假面騎士IXA的第五位變身者，20歲。
麻生惠的母親，於茶店『カフェ・マル・ダムール』工作，同時是狙擊牙血鬼的戰士。
因母親麻生茜被牙血鬼殺掉，而十分痛恨那些牙血鬼，並極力爭取成為IXA，但最終失敗。
其殺母仇人是西洋棋四幹部中的Rook(路克)。手持特製能夠變成長鞭的伸縮型匕首與牙血鬼戰鬥。
為人比女兒更具正義感，對於不滿意的事絕不讓步，對牙血鬼更不會留情。同樣地，十分怕狗。
现代篇中已死亡，但之後於《假面騎士ZI-O》第36話尾段登場。

## 兩時代共通人物（2008年至2009年及1986年至1987年）
木戶明（木下ほうか飾/香港配音：古明華）
咖啡店『カフェ・マル・ダムール』的老闆，藉他將紅渡與紅音也兩代聯繫起來。時常與嶋護比較脂肪比例。
嶋護（金山一彦飾/香港配音：張錦江 ）
至上藍天會的負責人，並專責對付牙血鬼。麻生友里及麻生惠皆是他的手下。時常與木戶明比較脂肪比例。
2008年，在第39話裡，命令麻生惠，名護啟介和襟立健吾去攻擊KIVA。
他以前被太牙打傷並留下了疤痕。所以他不認同渡所說的「人類和牙血鬼可以和平共處。」的想法。
第42話被太牙改造成牙血鬼，之後變身成牙血鬼，第43話被太牙重創，但沒有命中要害。後來再經過變回人類的手術後，在第47集手持獵槍重新登場。
在S.I.C HERO SAGA中說明平時鍛練身體不只是為了控制體脂率，也為了在必要時能使用IXA，本身也在過去變身成還在測試中的Proto IXA對決Rook，最後在敗陣時無力的看著Rook揚長而去。

## 未來篇人物（2031年）
紅正夫（武田航平二飾/香港配音：胡家豪）
假面騎士NEW KIVA變身者，紅渡的兒子。
第48話中被未來的Neo-Fangire追殺而回到二十二年前，尋求紅渡等人協助。

## 龍城堡
牙蝙蝠三世（キバットバットⅢ世）（杉田智和聲演/香港配音：巫哲棋）
紅渡的拍檔。系出名門。對美的事物十分有愛。語氣自傲但見識廣博，只要紅渡被他一咬就會能變成假面騎士KIVA。
非常喜歡麻生惠並稱呼其為「莫迪利亞尼姐姐（日文：モディリアーニの姉ちゃん）」。
固定台詞有：
1. 我咬。
2. KIVA地上吧!
3. wake up！！

家族：
父親為牙蝙蝠二世（1986年至1987年及2009年）
詳見下文。
妹妹為牙芙蘭 /香港配音:曾佩儀
本作並沒有登場，而是續作《假面騎士Decade》中登場，鳴瀧（未變身）/光夏海的拍檔。
子嗣為牙蝙蝠四世（2031年）
紅正夫的拍檔。
牙蝙蝠二世（1986年至1987年及2009年）（杉田智和聲演/香港配音：巫哲棋）
只要被他咬一下的人都會變身成假面騎士Dark KIVA。樣子與牙蝙蝠三世相似，唯一不同的是牙蝙蝠三世的體色是黃色、黑色飛翼及紅色眼睛，而牙蝙蝠二世的體色是黑色、紅色飛翼及黃色眼睛。
在1986年為過去篇King的拍檔，之後因無法忍受King虐待真夜而選擇幫助紅音也。2008年跟隨真夜，但被登太牙想去與紅渡決戰而搶走其。
擴張龍（石田彰聲演／香港配音：張裕東）
現代篇KIVA變身成Emperor Form型態的變身器，可用黃金笛子召喚出來
與牙蝙蝠三世感情非常好，稱其為牙蝙蝠大哥。
GARURU/次狼（松田賢二飾／香港配音：陳廷軒）
過去篇為假面騎士IXA的變身者。
狼人族最後生還者，為復興狼人族，1986年不惜借助人類的力量來剷除滅族者牙血鬼，後成為IXA第一個裝着者，更想借助百合幫它繁殖下一代狼人族。
其滅族仇人為象棋四幹部中的Rook，敗給Dark KIVA並被封印於城堡內，成為KIVA的加魯魯狼人變身器，隨時被KIVA召喚使用，KIVA變身後武器為刀。
是三個僕人中最忠心的。
於《假面騎士ZI-O》第35-36話登場。
BASSHA/拉蒙（小越勇輝飾／香港配音：李致林）
魚人族最後生還者，1986年與次狼和力一伙合作對付牙血鬼，後敗給Dark KIVA並被封印於城堡內，成為KIVA的魚人變身器，KIVA變身後武器為槍。
曾與力開一家按摩診所，但因為是非法經營而被強制拆除。
DOGGA/力（瀧川英治飾／香港配音：葉振聲）
科學怪人族的最後生還者，與次狼和拉蒙命運相同，三人均敗給Dark KIVA並被封印於城堡內，成為KIVA的科學怪人變身器，KIVA變身後武器為拳槌。
第23話開始與螺門在咖啡店工作，曾短暫愛上百合。
備註：以上三人有一個習慣，就是在城堡內玩搭紙牌、積木、西洋棋等，但每次都由於KIVA的叫喚所以功虧一簣。

## 牙血鬼
牙血鬼是本作的怪人。以人類的生命能量作為食糧，襲擊人類時以類似殭屍的牙插向人類，而該人類的生命能量被吸乾時全身會呈現透明狀並死亡。如果牙血鬼被幪面超人擊敗時全身會化成彩色玻璃然後碎裂，但如果是比較強大的牙血鬼被擊敗時就會出現大爆炸。
雖然如此，並非所有牙血鬼會襲擊人類，部分甚至與人類相戀。不過會被Queen視為犯下牙血鬼的戒條並會被Queen擊殺。
Rook/路克/大大（高原知秀飾／香港配音：黃啟昌）
假面騎士IXA的變身者，原型為獅子牙血鬼。
第15話登場於過去篇1986年經常玩倒數計時殺人遊戲。
2008年曾短暫失憶，遇上渡等人，渡稱他為大大，後恢復記憶並開始其殺人遊戲。
恢復記憶後不但力量强大，而且殺人時從不猶豫。為各人非常頭痛卻又無可奈何的對手。
弱點在右肩，2008年時的人類形態時可見到右肩被變成IXA的友里重擊留下的傷痕。
曾召喚巨大化的怪物擊倒KIVA，在所召喚的巨大化怪物被IXA的Powerd IXER的液化汽油彈擊墜後，只在過去篇中出現。
第27話的現代篇出現，嶋護曾說無人可以打倒Rook的，第30話過去的IXA與三怪合力也打不倒它。
第31話的過去編中，他曾經奪去百合手中的IXA變身器而變身成IXA，向次狼和音也等人攻擊，但其實是音也和次狼等人的計劃結果被百合打敗休眠至2008年。
第31話的現代編中，四幹部集合後，Rook最終被變身成IXA的惠幹掉。
皇后/真夜(過去篇)（加賀美早紀飾／香港配音：羅杏芝）
第20話登場紅渡和登太牙的母親，能夠展開和KIVA相似但不同顏色的月亮結界，身邊有隻牙蝙蝠二世，專門負責對付犯了戒條的牙血鬼。諷刺的是，她跟人類紅音也有著另類關係。第32話，牙血鬼型態登場。常常用溫柔的語氣來說話，原型為珍珠貝Fangire。
於現代篇登場的時候，右眼的位置有一個眼罩，原因不明。
從第43話開始被奪去Queen的能力。
於第46話開始懷有紅音也的小孩。
於第47話被登太牙擊昏，搶走牙蝙蝠二世。
於第48話向誤以為自己被太牙殺害的渡說明真相，並期望兩人以戰鬥了解雙方。
皇后/鈴木深央 (現代篇)（芳賀優里亞飾／香港配音：何璐怡）
被Queen（皇后）的力量所選出的少女，原型為珍珠貝Fangire。
第21話登場喜歡紅渡，不善面對陌生人。
第24話中，顯示出她就是現代篇的Queen。
第25話遇上主教主教要她讓自己的力量發揮出來。
第26話由於發現蜘蛛牙血鬼愛上人類而將蜘蛛牙血鬼殺死。蜘蛛成為她第一個殺死的牙血鬼。
第31話，牙血鬼型態登場，四幹部集合之時被主教戴上腳鏈，KIVA幹掉牙血鬼後從背後飛踢他，其後數集都處於紅渡與太牙的三角關係中。
曾建議紅渡擊敗太牙，然後他們以王和皇后的身份一起但被渡拒絕。
第43話在KIVA與Saga的決鬥中，為太牙擋下Emperor Moon Break而倒下，之後主教再補上致命一擊。
主教（村田充飾／香港配音：周倚天）
第25話登場出現在深央面前，四幹部的策略家。原型為燕尾蝶牙血鬼。
令深央的Queen力量覺醒。
第39話太牙命令他將紅渡體內另一半牙血鬼的血統覺醒，使KIVA失控。
第46話認為太牙沒有資格當王而命令其他牙血鬼殺死KIVA與Saga兩兄弟。
第47話命令其他牙血鬼收集人類靈魂令真正的牙血鬼之王誕生。
第48話被名護及小惠的合作攻擊擊殺，之後靈魂飛至過去牙血鬼之王死亡處，促使其完全覺醒復活。
國王/登太牙(現代篇)（山本匠馬飾／香港配音：關令翹）
假面騎士Saga及假面騎士Dark KIVA變身者，原型为海蛇牙血鬼（太牙的牙血鬼姿态并没有出现在TV当中，但是岛户曾经见过他操纵海蛇群进行攻击并因此受了伤），亦是四幹部的首腦-王。
第27話中紅渡的回憶中提到他曾是紅渡兒時的朋友，
第28話嬰兒的太牙登場，坐在王座上迎接母親真夜的來臨，紅渡的同母異父兄弟。
第31話成年的太牙登場。
第33話太牙變身成假面騎士SAGA。
第39話解說紅渡的真正身份。
第46-47話和紅渡的決鬥的結果是太牙戰敗。
為了保著其牙血鬼之王之位，奪取牙蝙蝠二世，變身為Dark KIVA。
於第48話與紅渡一起擊倒復活的牙血鬼 King，再進行最後的決鬥。
山本匠馬亦於《劇場版 假面騎士KIVA 魔界城之王》中飾演假面騎士Rey/白峰天斗。
過去篇/國王（新納慎也飾／香港配音：陳欣）
假面騎士Dark KIVA的變身者，原型為蝙蝠牙血鬼。
一般稱呼其為King，他是太牙的父親，妻子為真夜（Queen），第38話變身為Dark KIVA，並向次狼、拉蒙和力進行攻擊，目標是滅絕三種族。
第41話將三種族封印成武器。
第46話被渡和音也聯手擊敗後，原想拉真夜一同下地獄。攻擊卻被當時還是嬰兒的太牙反彈回來。說出「下一任的王誕生了我的兒子將會代替我擊敗你們」的話之後粉碎。
於第48話因為主教的力量而復活，但跟過去的牙血鬼模樣不太一樣，而且似乎沒有自我意識。
糸矢僚 (創斗飾)
一名長髮男子，原型為蜘蛛牙血鬼。
第1話片頭，他在過去篇1986年某座教堂自己的喪禮儀式時變成牙血鬼登場。
雖然為牙血鬼，但個性比較瘋癲，屬本作的搞笑角色。另分別喜歡麻生百合和麻生惠。
第26話因喜歡上人類而被現代篇Queen（即鈴木深央）處決。
津上薰 (姜暢雄飾)
一名某間業務公司社長，原型為馬牙血鬼。
第1話登場出現。
過去篇1986年某天晚上他在坐著女秘書駕駛的汽車前往由他指示目標地點後，打算準備襲擊女秘書時，突然看到麻生百合駕駛電單車從後突襲他在用手阻截拋開這架電單車的百合使用武器對付，變成牙血鬼攻擊百合後，百合被迫暫時逃離當時派出兩名部下追捕她(百合)。
宮澤瞳 (梅宮萬紗子飾)
一名女性小提琴家，原型為章魚牙血鬼。
第2話登場出現。
夏川綾 (橘實里飾)
一名女性律師，原型為飛蛾牙血鬼。
第3-4話登場出現。
1986年的時候因為看見紅音也在溫室彈奏小提琴而愛上他，但浪子性格的紅音也完全沒有看過她一眼，於是在2008年以律師的職權要求紅渡賠償給之前被紅音也害至一無所有的人作為報復紅音也的手段。不過最後有兩位最後選擇原諒紅音也的時候憤而用牙血鬼的型態將二人擊殺並吸走二人的生命能量。
倉前昇 (篠田光亮飾)
一名喜歡麻生惠的青年，原型為白羊牙血鬼。
第5-6話登場出現。
犬飼伯爵 (咲輝飾)
一名某個三星級餐廳的負責人，原型為海蝦牙血鬼。
第7-8話登場出現。
大村武男 (村井克行飾)
一名小提琴修復的專家，原型為青蛙牙血鬼。
第9-10話登場出現。
雖然為牙血鬼，但因為與紅音也的約定而在22年間從未吸過人類的生命能量。不過最終在矢志要消滅所有牙血鬼的名護啟介刺激下失控，並變成牙血鬼襲擊人類，最後被首次變成烈騎爆發模式的名護啟介消滅。死前希望紅渡以其父親為榜樣做出出色的小提琴。
三宅徹 (神保悟志飾)
一名星探製作人，原型為犀牛牙血鬼。
第13-14話登場出現。
表面為星探，實際22年來是以熱切追求自己夢想的年輕人作為其食糧，襟立健吾亦是其目標之一。
坂口佐吉 (紀伊修平飾)
一名搶劫犯，原型為海星牙血鬼。
第17-18登場出現。
山下 (柳ユーレイ飾)
一名時尚服裝店的店長，原型為變色龍牙血鬼。
第21-22話登場出現。
竹內伸二 (水橋研二飾)
一名連環搶劫犯(他在2008年這段時間)，擁有一名妻子，原型為棕熊牙血鬼。
第23-24話登場出現。
阿鐘 (窪寺昭飾)
一名穿著西部牛仔服裝的男性，原型為疣豬牙血鬼
第29-31話登場出現。
黑澤 (和興飾)
一名登太牙的教育導師兼首席助手，原型為麋鹿牙血鬼。
第32-33話登場出現。

## 傳說偶獸
白峰天斗(2008年)（山本匠馬飾）